# Tafel von Humac

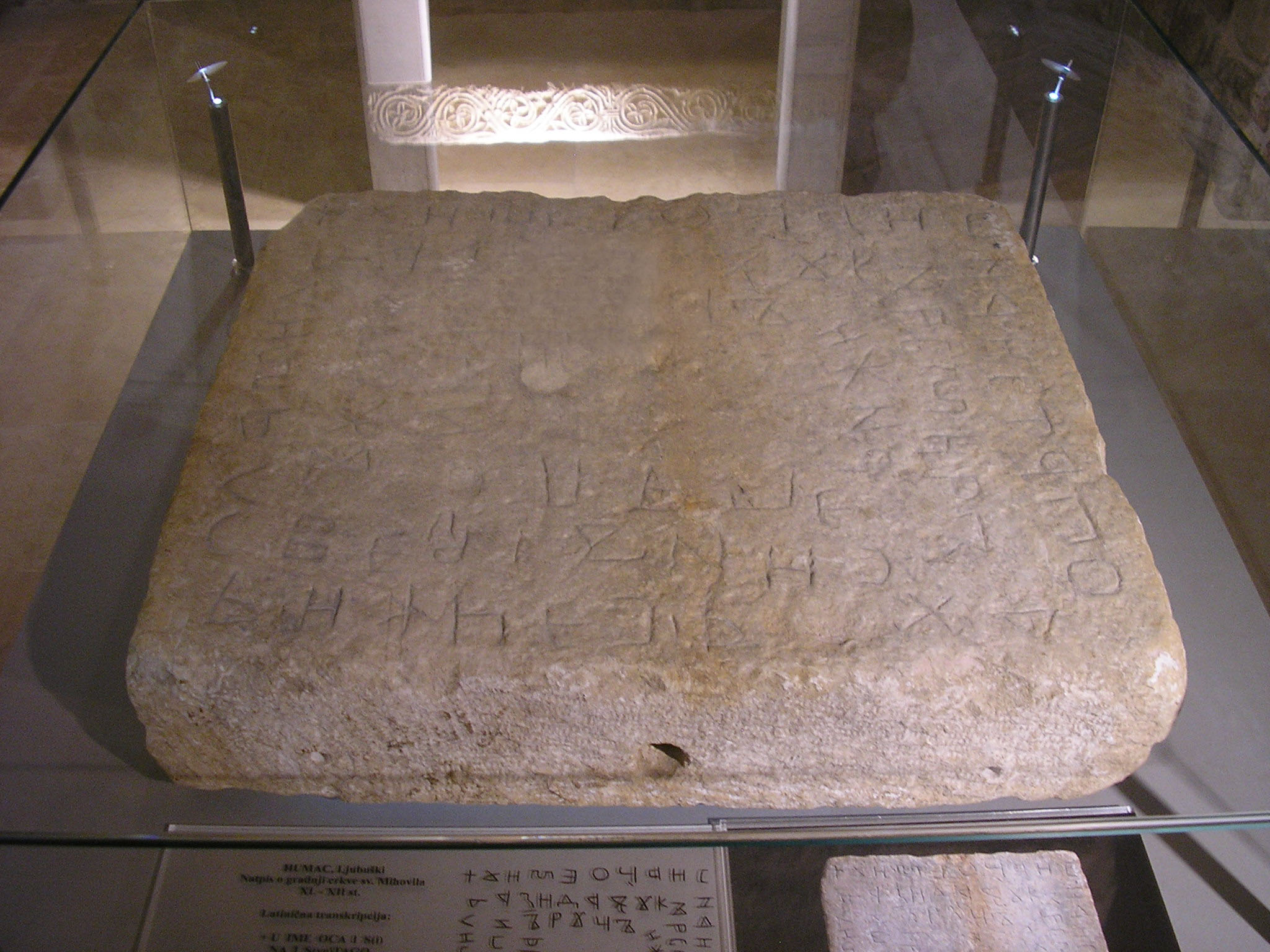
Die Tafel von Humac

Die Tafel von Humac (Humačka ploča) ist eine Steintafel aus dem 10. oder 11. Jahrhundert, die in Humac bei Ljubuški in Bosnien-Herzegowina gefunden wurde. Sie ist 68 × 59 × 15 cm groß und 142 kg schwer. Die Tafel trägt eine Weihinschrift in kyrillischer Schrift (Bosančica) in altkirchenslawischer Sprache. Fünf Buchstaben sind in glagolitischer Schrift gesetzt. Die Inschrift ist der älteste erhaltene Text in altkirchenslawischer Sprache.
Die Tafel wird heute im Franziskanermuseum zu Humac aufbewahrt.

## Text
(lateinische Transliteration)

U ime otca i sina i svetago duha. A se crki arhanđela Mihajla, a zida ju K'rsmir' sin Bret', Župi ?run' i ženi jega Pavica.
Im Namen des Vaters und des Sohnes und des Heiligen Geistes.
Diese Kirche des heiligen Michael wurde gegründet von Krsmir, dem Sohn von Bret, des Župans (U)run (?) und dessen Ehefrau Pavica.
Die Identifizierung der Namen ist bis heute unklar.